# 諾亞·比恩
諾亞·比恩（英語：Noah Bean，1978年8月20日—）是美國的一位演員。他最著名的作品是CW電視台電視劇尼基塔。他出生在麻薩諸塞州的波士頓。

## 外部連結
- 諾亞·比恩在互联网电影资料库（IMDb）上的資料（英文）
- 在AllMovie上諾亞·比恩的頁面（英文）
- Noah Bean Daily